# Notre-Dame-de-la-Major

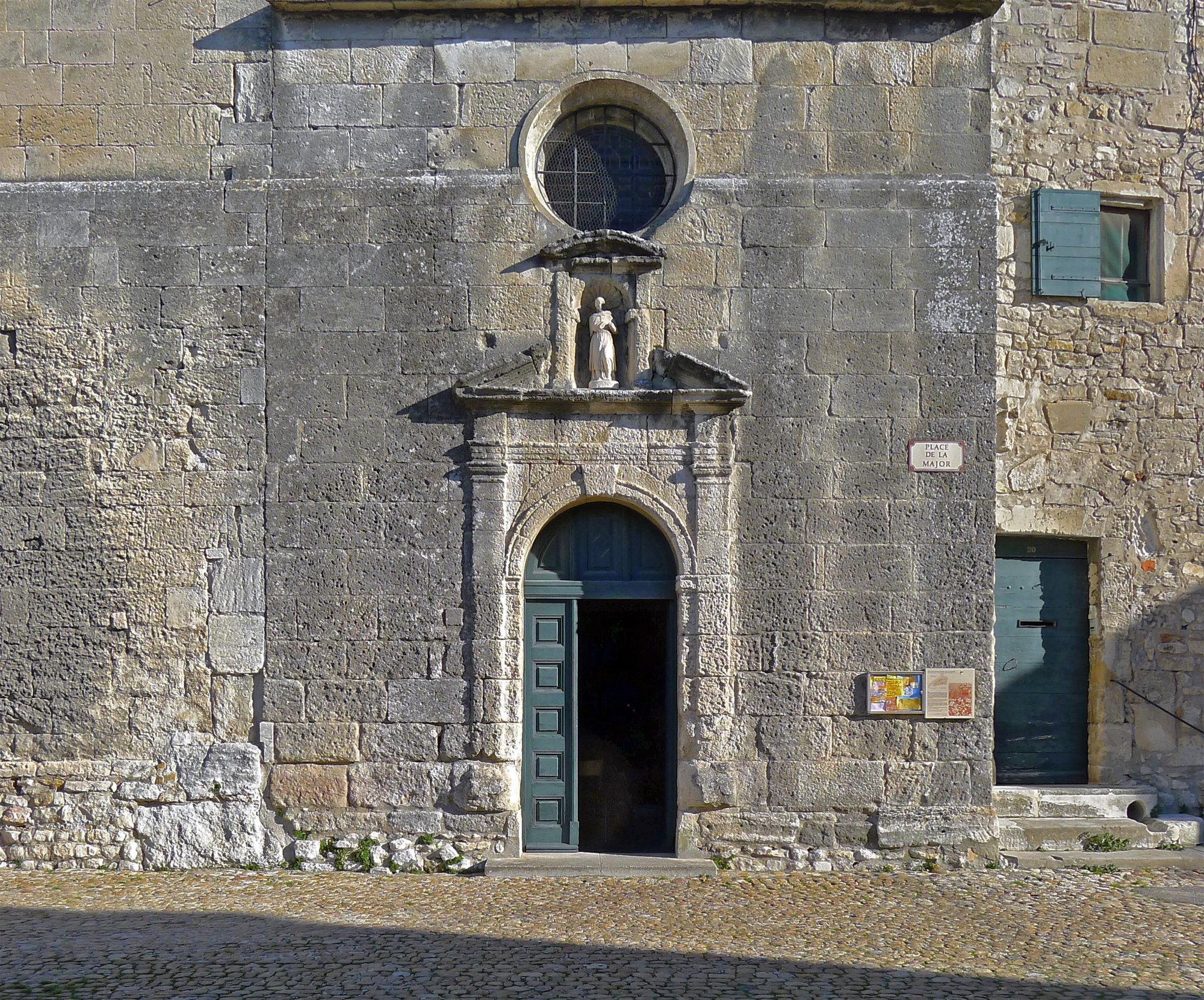
Ingang Notre-Dame-de-la-Major in Arles

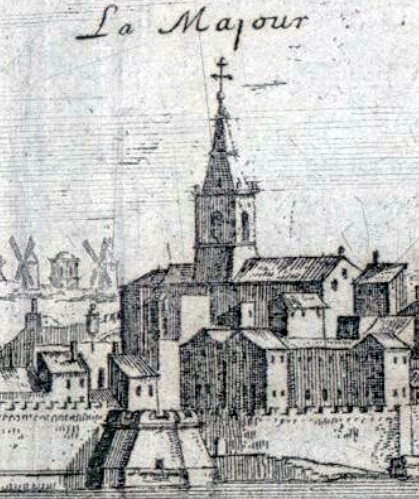
De kerk op de hoogste stadswallen (17e eeuw)

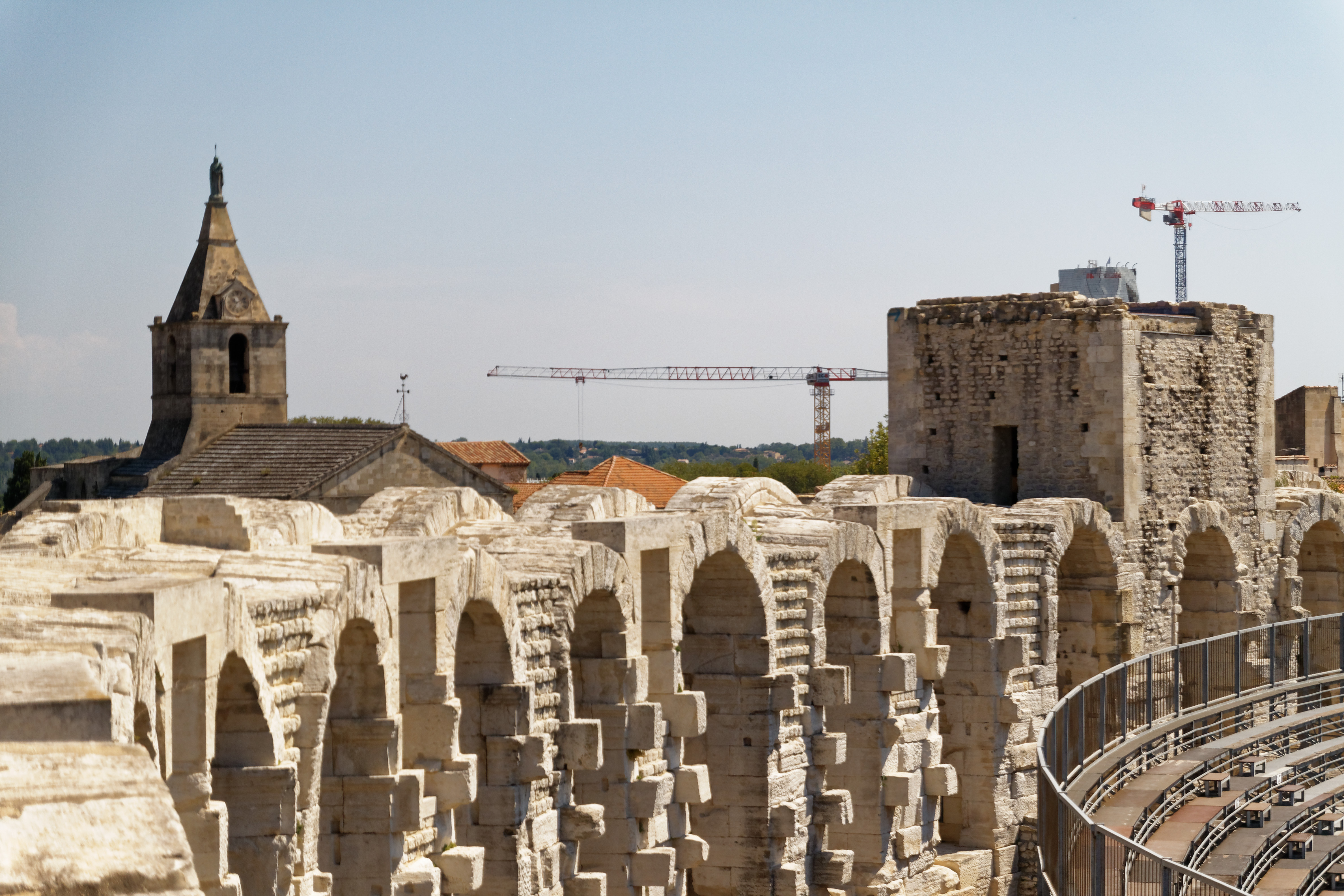
Zicht op de kerk vanuit het amfitheater.

De kerk Notre-Dame-de-la-Major (12e eeuw, herbouwd in de 17e eeuw) is een kerk in de Franse stad Arles. Zij bevindt zich op de hoogste heuvel van de stad, vlak naast de stadsmuren en het amfitheater.
De naam Major verwijst naar de hoogste plek in de stad waar de kerk staat.

## Historiek

### Godin
Op deze heuvel bevond zich in de Gallo-Romeinse tijd een tempel. De tempel was toegewijd aan Cybele. Met de komst van het christendom in het Romeinse Rijk maakte de tempel plaats voor een eerste kerkgebouw in de loop van de 5e eeuw of 6e eeuw.

### Onze-Lieve-Vrouw la Major
In de 12e eeuw werd de Notre-Dame-de-la-Major gebouwd, in romaanse stijl. Arles behoorde toen tot het Heilige Roomse Rijk. De wijk op de heuvel werd Hauture (of Hoogte) genoemd. In de late Middeleeuwen werden aan de Romaanse kerk zijkapellen in gotische stijl geplaatst. In deze tijd was de kerk een parochiekerk. Het grondgebied van de parochie was een van de grootste van Arles; het strekte zich uit tot ver in de Crau. Dit maakte dat vele herders uit de Crau-vlakte hun hutten bouwden rond de kerk. De verering van de heilige Veranus van Cavaillon, beschermheilige van de herders, vond ruim ingang. Ook kreeg de kerk als geschenk een stuk kaakbeen van de heilige Marcus, een geschenk van de Republiek Venetië voor wie dit hun patroonheilige was. Elke zijkapel werd onderhouden door een ambacht of door een broederschap.
Vanaf 1551 was de Notre-Dame-de-la-Major een kapittelkerk. Dit betekende dat er kanunniken koorgezang hielden in een kapittel; een 10-tal kanunniken waren permanent verbonden aan het kapittel. De kapittel was een vraag van de koningen van Frankrijk die recent het gebied van Arles hadden geannexeerd. In 1579 werd bovenop de kerktoren een piramide geplaatst met daarbovenop een Mariabeeld.
In de loop van de 17e eeuw werden grootse restauratiewerken uitgevoerd. Het uitzicht van de kerk vandaag is te wijten aan deze herstelwerken; de stijl is Lodewijk XIII. Bovendien werd het interieur rijkelijk versierd en kwamen er nieuwe altaren in.
Na de Franse Revolutie geraakte de kerk in onbruik. Dit veranderde in de 19e eeuw. Toen trok de Confrerie van Gardians in de kerk. Hun origine gaat terug tot 1512 toen de Confrerie van Sint-Joris werd gesticht. De 19e-eeuwse Confrerie wenste de traditie van stoeten en de verering van de drakendoder Joris opnieuw te beleven. Dit deden ze door paardenwijdingen. De hernieuwde traditie in de 19e eeuw slaagde evenwel moeizaam verder in de 20e eeuw.
In 1932 werd de kerk erkend als monument historique en vanaf 1945 genoot zij het statuut van beschermd erfgoed. Dit laatste was een gevolg van de bombardementen in 1944; deze hadden de klokkentoren verwoest. Het statuut van monumentenbescherming slaat niet alleen op het kerkgebouw; ook de kunstwerken, reliekhouders, schilderijen en preekstoel vallen hieronder.